# Усуль аль-фикх
Усу́ль аль-фикх (араб. أصول الفقه‎ — «основы фикха») — дисциплина исламского права (фикх), систематизирующая источники, основы теории и методологии юриспруденции, является совокупностью четырёх «основ»: Корана, сунны, иджмы и кияса. В шариатской терминологии термин «усуль аль-фикх» означает «наука, которая изучает общие доводы фикха, методы их использования и положения получающего пользу (из них)».

## Становление

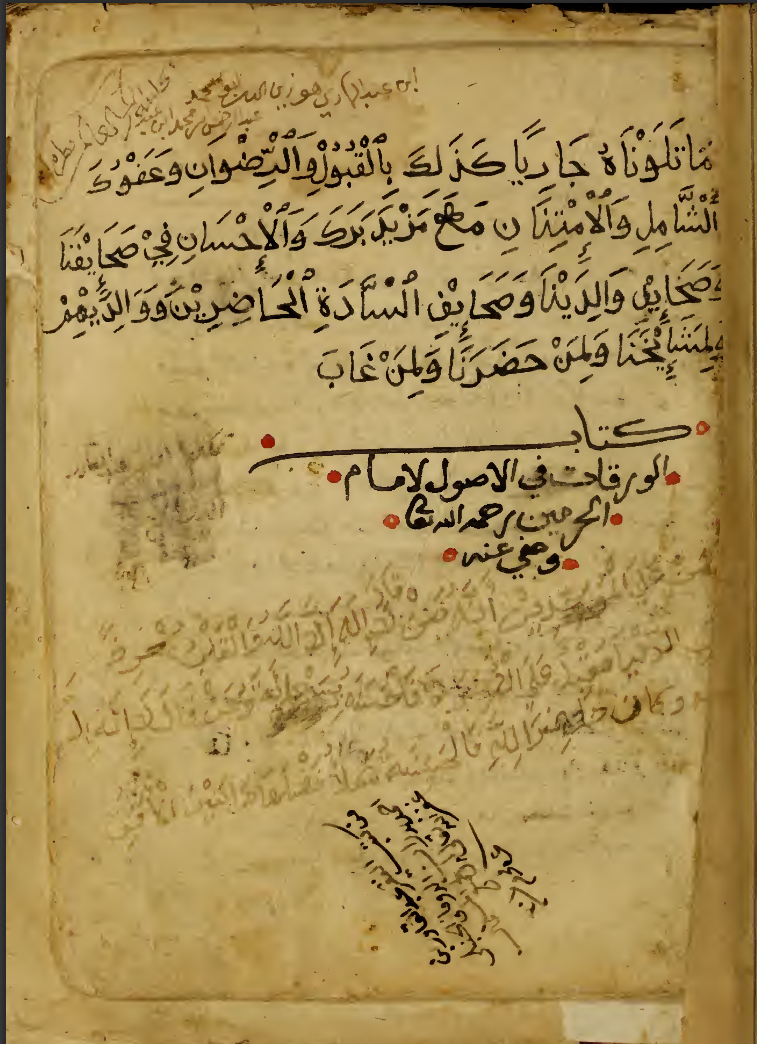
Рукопись Китаб аль-варакат — труда аль-Джувайни по основам фикха.